# 横嶋彩
横嶋 彩（よこしま あや、1990年7月3日 - ）は、富山県富山市出身のハンドボール選手。日本ハンドボールリーグ（リーグH）のプレステージ・インターナショナル アランマーレ富山所属。
実姉はハンドボール選手の横嶋かおる、実妹も同じくハンドボール選手の横嶋遥。

## 経歴
高岡向陵高等学校卒業後に環太平洋大学へ進学。2010年の中四国学生ハンドボール選手権・春季リーグと秋季リーグでそれぞれベストセブン賞を受賞した。
2011年は中四国学生ハンドボール選手権・春季リーグで得点王（21得点）のタイトルを獲得し、最優秀選手賞を受賞。秋季リーグではベストセブン賞を受賞した。
2012年の中四国学生ハンドボール選手権・春季リーグではベストセブンを受賞。秋季リーグでは最優秀選手賞を受賞した。
2012年12月に姉の横嶋かおるが在籍する日本ハンドボールリーグの北國銀行へ加入。2013年2月17日の三重バイオレットアイリス戦で初出場し、1得点を記録。同年の第3回全日本社会人ハンドボール選手権大会ではベストセブンに選出された。
2014年には第17回アジア競技大会の日本代表に選出された。2014-15年シーズンは7mスローでリーグ1位の35得点を記録し、総得点でもリーグ1位の117得点を記録。同シーズンの最優秀選手賞とベストセブン賞を受賞した。
2015年3月に行われた第15回女子アジア選手権で日本代表に選出。同年5月には第5回社会人選手権でMVPを受賞した。2015-16年シーズンはリーグ2位となる70得点、7mスローもリーグ2位の21得点を記録し、2年連続でベストセブンに選出された。
2016年の第6回社会人選手権では2年連続でMVPを受賞。2016-17年シーズンは2年ぶりの7mスロー賞（36得点）、得点王（92得点）を獲得し、3年連続のベストセブンに選出された。
2017年の第7回社会人選手権では2度目となるベストセブンに選ばれた。2017-18年シーズンはリーグ2位の得点（171得点）を記録し、4年連続でベストセブン賞を受賞。
2018年の第8回社会人選手権では2年ぶりに最優秀選手賞を受賞。2018-19年シーズンから背番号を「9」へ変更。同シーズンは得点王（160得点）・7mスロー得点賞（51得点）・シュート率賞（.645）のタイトルを獲得し、最優秀選手賞とベストセブン賞を受賞した。プレーオフでは最高殊勲選手賞を受賞。
2021年8月11日、地元・富山県に本拠を置く、プレステージ・インターナショナル アランマーレへ移籍したことを発表。背番号は「10」。

## 詳細情報

### 年度別成績
| 年       | チーム   | 試合 | フィールド 得点 | 率   | 7m      | 合計     | 警告 | 退場 | 失格 |
| -------- | -------- | ---- | --------------- | ---- | ------- | -------- | ---- | ---- | ---- |
| 2012-13  | 北國銀行 | 2    | 2/4             | .500 | 0/0     | 2/4      | 0    | 0    | 0    |
| 2013-14  | 北國銀行 | 18   | 59/113          | .522 | 3/4     | 62/117   | 3    | 0    | 0    |
| 2014-15  | 北國銀行 | 18   | 82/155          | .529 | 35/41   | 17/196   | 2    | 2    | 0    |
| 2015-16  | 北國銀行 | 11   | 49/95           | .516 | 21/25   | 70/120   | 0    | 0    | 0    |
| 2016-17  | 北國銀行 | 18   | 56/129          | .434 | 36/43   | 92/172   | 0    | 0    | 0    |
| 2017-18  | 北國銀行 | 24   | 113/196         | .577 | 58/70   | 171/266  | 3    | 1    | 0    |
| 2018-19  | 北國銀行 | 22   | 109/169         | .645 | 51/69   | 160/238  | 0    | 1    | 0    |
| JHL：7年 | JHL：7年 | 113  | 470/861         | .546 | 204/252 | 674/1113 | 8    | 4    | 0    |

- 各年度の太字はリーグ最高

### タイトル・表彰

#### 日本ハンドボールリーグ
- 最高殊勲選手賞：1回 (2018年)
- 最優秀選手賞：2回 (2014年・2018年)
- ベストセブン賞：6回 (2014年・2015年・2016年・2017年・2018年・2022年)
- 得点王：4回 (2014年・2016年・2018年・2022年)
- フィールド得点賞：1回 (2022年)
- シュート率賞：1回 (2018年)
- 7mスロー得点賞：5回 (2014年・2016年・2018年・2022年・2023年)

#### 社会人選手権
- 最優秀選手賞：3回 (2015年・2016年・2018年)
- ベストセブン賞：2回 (2013年・2017年)

#### その他大会・選手権
- 東アジアクラブ選手権ベストセブン：3回 (2015年・2016年・2019年)

### 記録

#### 日本ハンドボールリーグ
- フィールドゴール初得点：2013年2月17日、対三重バイオレットアイリス戦（富山市総合体育館） [8]
- 7mスロー初得点：2013年9月22日、対ソニーセミコンダクタ戦（小松総合体育館）[25]
- 通算200得点：2016年1月23日、対ソニーセミコンダクタ戦（総社市スポーツセンター体育館「きびじアリーナ」）[26]
- 50試合連続得点：2016年9月11日、対飛騨高山ブラックブルズ岐阜戦（小松総合体育館）[27]
- 通算300得点：2017年1月15日、対広島メイプルレッズ戦（松山市総合コミュニティセンター）[27]
- 通算400得点：2017年11月3日、対飛騨高山ブラックブルズ岐阜戦（下呂交流会館）[28]
- 通算500得点：2018年2月25日、対大阪ラヴィッツ戦（小松総合体育館）[28]
- 50試合連続得点：2018年11月4日、対三重バイオレットアイリス戦（小松総合体育館）[29]
- 通算600得点：2019年1月12日、対飛騨高山ブラックブルズ岐阜戦（大垣市総合体育館）[30]
- 通算700得点：2021年10月17日、対HC名古屋戦（県民公園太閤山ランドふるさとパレス）[31]

### 背番号
- 13 (2012年 - 2018年)
- 9 (2018年 - 2021年、2025年 - )
- 10 (2021年 - 2025年)

## 代表歴

### 日本代表
- オリンピック予選 (リオデジャネイロ五輪アジア予選/世界最終予選)
- 世界選手権 (2015年・2017年)
- アジア選手権 (2015年・2017年・2018年)
- アジア競技大会 (2014年・2018年)
- ジャパンカップ (2017年・2018年・2019年)
- ヒロシマ国際大会 (2014年・2015年・2016年)
- 日韓定期戦 (2014年・2016年・2017年・2018年・2019年)
- おりひめJAPAN トライアルゲームズ (2018年)

#### 大会別成績
| 年     | 大会                  | 対戦国                       | フィールド 得点 | 率    | 7m  | 合計 | 警告 | 退場 | 失格 |
| ------ | --------------------- | ---------------------------- | --------------- | ----- | --- | ---- | ---- | ---- | ---- |
| 2015年 | リオ五輪 アジア予選   | ウズベキスタン戦             | -               | -     | -   | -    | -    | -    | -    |
| 2015年 | リオ五輪 アジア予選   | 中華人民共和国戦             | -               | -     | -   | -    | -    | -    | -    |
| 2015年 | リオ五輪 アジア予選   | カザフスタン戦               | -               | -     | -   | -    | -    | -    | -    |
| 2015年 | リオ五輪 アジア予選   | 韓国戦                       | -               | -     | -   | -    | -    | -    | -    |
| 2015年 | 世界選手権            | デンマーク戦 (予選)          | 0/1             | .000  | 0/0 | 0/1  | 0    | 0    | 0    |
| 2015年 | 世界選手権            | モンテネグロ戦 (予選)        | 0/0             | -     | 0/0 | 0/0  | 0    | 0    | 0    |
| 2015年 | 世界選手権            | チュニジア戦 (予選)          | -               | -     | -   | -    | -    | -    | -    |
| 2015年 | 世界選手権            | セルビア戦 (予選)            | -               | -     | -   | -    | -    | -    | -    |
| 2015年 | 世界選手権            | ハンガリー戦 (予選)          | -               | -     | -   | -    | -    | -    | -    |
| 2015年 | 世界選手権            | 中華人民共和国戦 (17-20位戦) | -               | -     | -   | -    | -    | -    | -    |
| 2015年 | 世界選手権            | プエルトリコ戦 (19-20位戦)   | -               | -     | -   | -    | -    | -    | -    |
| 2016年 | リオ五輪 世界最終予選 | チュニジア戦                 | 3/5             | .600  | 2/2 | 5/7  | 0    | 1    | 0    |
| 2016年 | リオ五輪 世界最終予選 | オランダ戦                   | 2/5             | .400  | 5/6 | 7/11 | 0    | 1    | 0    |
| 2016年 | リオ五輪 世界最終予選 | フランス戦                   | 2/4             | .500  | 1/4 | 3/8  | 0    | 0    | 0    |
| 2017年 | 世界選手権            | ブラジル戦 (予選)            | 2/4             | .500  | 0/0 | 2/4  | 0    | 0    | 0    |
| 2017年 | 世界選手権            | デンマーク戦 (予選)          | 0/3             | .000  | 0/0 | 0/3  | 0    | 0    | 0    |
| 2017年 | 世界選手権            | モンテネグロ戦 (予選)        | 3/4             | .750  | 0/0 | 3/4  | 0    | 0    | 0    |
| 2017年 | 世界選手権            | ロシア戦 (予選)              | 1/1             | 1.000 | 0/0 | 1/1  | 0    | 3    | 1    |
| 2017年 | 世界選手権            | チュニジア戦 (予選)          | 8/13            | .615  | 0/0 | 8/13 | 0    | 0    | 0    |
| 2017年 | 世界選手権            | オランダ戦 (決勝T1回戦)      | 0/1             | .000  | 0/0 | 0/1  | 1    | 0    | 0    |